# Patativa-verdadeira
Patativa-verdadeira (nome científico: Sporophila plumbea) é um pássaro da família Thraupidae encontrado em regiões tropicais e subtropicais da América do Sul.

## Características
Possui coloração cinzenta, asas pretas com espelhos brancos e cauda preta. Devido à beleza de seu canto, costuma ser mantida em gaiolas por criadores. Mede entre 10,5 e 11 centímetros de comprimento e pesa entre 8,8 e 12 gramas. O macho é cinza-azulado, as fêmeas e jovens pardos mais claros nas partes inferiores. A coloração do bico varia entre o negro e o cinzento.
Há regiões em que as populações apresentam o bico amarelo, sendo que, recentemente, foi demonstrado que se trata de uma espécie distinta: patativa-tropeira ''Sporophila beltoni''. Seu canto é um dos mais finos e melodiosos de nossa avifauna. Às vezes imita outras espécies, como o bem-te-vi.

## Alimentação
Essencialmente granívoro mas em certas situações também pode alimentar-se de insetos.

## Reprodução
Faz ninho na forma de uma xícara aberta e rala. Cada ninhada geralmente tem entre 2 e 3 ovos, tendo de 2 a 4 ninhadas por temporada. Os filhotes nascem após 13 dias.

## Hábitos
Varia de incomum a localmente comum em campos com gramíneas altas, cerrados, vegetação à beira de rios, buritizais e outros locais pantanosos. Vive em pequenos grupos, às vezes associados com outros pássaros que se alimentam de sementes.

## Distribuição Geográfica[5]
Presente em duas regiões disjuntas:
1. Nos estados de Roraima, Amapá, Amazonas e Pará (Ilha de Marajó); Constitui a subespécie whiteleyana, conforme descrita acima.

1. Nos estados de Mato Grosso ao Piauí e noroeste da Bahia, em direção sul até o Rio Grande do Sul, estando ausente dos estados litorâneos até o norte de São Paulo. Migra durante o inverno nas áreas mais ao sul (como Santa Catarina), aparentemente por falta de alimento. Encontrada também nas Guianas, Venezuela, Colômbia, Peru, Bolívia, Paraguai e Argentina. Constitui a subespécie plumbea.

## Etimologia
"Patativa" se originou do termo da língua geral patatiba, que designava esse pássaro.